# 科罗萨尔 (贝拉瓜斯省)
科罗萨尔是巴拿马贝拉瓜斯省拉斯帕尔马斯区的一个城市，2010年是人口为920。 该市2000年时人口为1,072，1990年时人口为1,034。